# Ломури, Ираклий
Ираклий Ломури (груз. ირაკლი ლომოური) (род. 12 апреля 1959, Тбилиси, Грузинская ССР, СССР) ― грузинский писатель, переводчик, драматург, преподаватель.

## Биография
Ираклий Ломури родился 12 апреля 1959 года в Тбилиси, Грузинская ССР.
В 1981 году окончил факультет востоковедения Тбилисского государственного университета. Работал в Институте истории, археологии и этнографии имени Иване Джавахишвили, в отделе этнографических исследований духовной культуры Грузии.
В 1989-1991 годах работал в редакциях газет «Грузия» и «Свободная Грузия».
В 1992-1996 годах Ираклий Ломури был директором Библиотеки Патриархата Грузинской православной церкви и одновременно учился в Тбилисской духовной семинарии.
В разное время он преподавал историю и религию в школах Тбилиси, а также читал лекции в Тбилисской духовной академии и семинарии.

## Творчество
Произведения Ираклия Ломура можно охарактеризовать одной фразой: абсурдные мистификации по нелепостям жизни...
Первый рассказ «Дело» был опубликован в приложении к журналу «Заря» в «Нобате» в 1982 году. Его пьесы в Грузии ставились в театрах, на телевидении и радио. Некоторые из его произведений переведены на английский и русский языки. Его главные работы ―«Происшествие» и « Авто-некролог».

## Семья
Женат, двое детей.

## Переводы
- «Рыцари и замковые башни» Автор: Филип Диксон - Ред. Лаклам Маклейн; Гео. Выпущено Редактор: Переводчик. Ираклий Ломури; Эд. Екатерина Сумбаташвили. - Тб. :
- «Животные», Автор: Карен МакГи, Джордж МакКей - Телега. Редактор: Переводчик: Нино Белтадзе, Ираклий Ломури; Ред .: Нино Белтадзе, Лия Шервашидзе. - Тб. : Палитра Л., 2009. - 256 с. - ISBN 978-99940-42-71-5
- «Рассказы» О'Генри ; Англ. Перевод, предисловие, комментарии и примечания. Добавил Иракли Ломур; Эд. Кахабер Тодуа; Художник. Георгий Долидзе - Тб. : Палитра Л, 2009 (ООО «Колор»). - 367 с. - ISBN 978-99940-42-52-4
- «Крестный отец», автор: Марио Пузо - перевод с английского Ираклия Ломура; Ред .: Лия Шарвашидзе. - Тбилиси: Азбука, 2007 (ООО «Фаворит»). - 654 с. - ISBN 978-999-40-24-03-2
- «Золотая тетрадь», автор: Дорис Лессинг - перевод с английского Ираклия Ломура; Тб .: Palitra L, 2012, ISBN 978-9941-19-622-5.